# Referéndum del Estado de Vietnam de 1955
El referéndum del Estado de Vietnam celebrado en 1955 determinó la futura forma de gobierno del Estado de Vietnam, la nación que iba a convertirse en la República de Vietnam, generalmente conocida como Vietnam del Sur. Las opciones de voto eran el primer ministro Ngô Đình Diệm, que proponía una república, y el antiguo emperador Bảo Đại. Este había abdicado de su cargo en 1945 y, en el momento de la celebración del referéndum, ejercía de jefe de Estado. Pese a que se publicaron unos resultados que concedían la victoria a Diệm con un 98,2 % de los votos, la votación quedó ensombrecida por las sospechas de que había existido fraude electoral. Por ejemplo, en la capital, Saigón, supuestamente obtuvo 600 000 votos, cuando esta solo contaba con 450 000 habitantes hábiles para el referendo. Incluso en las regiones rurales, donde los grupos de oposición evitaron que la gente acudiera a votar, sumó más del 90 % de los recontados.
El referéndum constituyó la última fase de la lucha por el poder entre Bảo Đại y su primer ministro. Al exemperador le disgustaba, solo lo había designado porque lo creía útil para encauzar la ayuda estadounidense y ahora intentaba minar su popularidad. El país atravesaba, además, un periodo de inseguridad, puesto que en la Conferencia de Ginebra que había puesto el punto final a la Guerra de Indochina se había decretado la partición de Vietnam en dos por el paralelo 17. El Estado de Vietnam controlaba la parte sur del país y tenía pendiente la celebración de unas elecciones con las que pretendía elegir un gobierno bajo el que reunificar el territorio. Aun así, el Ejército Nacional de Vietnam no era lo suficientemente fuerte: las sectas religiosas Cao Đài y Hòa Hảo dirigían sus propias administraciones en el campo gracias al apoyo de ejércitos privados, mientras que el Bình Xuyên, una fuerza militar independiente, tenía las calles de Saigón bajo su control. Pese a las interferencias de estos grupos, Bảo Đại e incluso oficiales franceses, Diệm logró someter a los ejércitos privados y consolidar el gobierno del país a mediados de 1955.
Envalentonado por el éxito, Diệm comenzó a orquestar la caída de Bảo Đại. Organizó un referéndum para el 23 de octubre de 1955 y empujó al exemperador fuera del escenario político, obstaculizando todos sus intentos de descarrilar la votación. Se prohibió hacer campaña por él y la del primer ministro se basó en atacarlo en el campo personal, con, por ejemplo, dibujos pornográficos en los que aparecía su rostro y rumores que aseguraban que era ilegítimo y lo ligaban a varias amantes. Los medios de comunicación, controlados por el Gobierno, también se lanzaron contra él, mientras que la policía acudió, puerta por puerta, a las casas de los ciudadanos para amenazarles con reprimendas en caso de que no acudiesen a votar. Después de que su hermano, Ngô Đình Nhu, consiguiese amañar la votación, se autoproclamó presidente de la recién creada República de Vietnam.

## Contexto
La derrota del Ejército francés en la batalla de Ðiện Biên Phủ en 1954, a la que siguieron los Acuerdos de Ginebra, dio lugar a un Vietnam dividido. El Estado de Vietnam, dirigido por el antiguo emperador Bảo Đại, contaba con el respaldo de los franceses y mantenía, al menos de manera provisional, el control del territorio situado al sur del paralelo 17. El Việt Minh de Hồ Chí Minh estaba al mando del norte, que en 1945 había proclamado como la República Democrática de Vietnam. Los acuerdos tomados en la capital suiza estipulaban la celebración de elecciones a nivel nacional en 1956, con el objetivo en mente de unificar el territorio bajo un gobierno común. En julio de 1954, durante el periodo de transición, Bảo Đại designó primer ministro del Estado de Vietnam a Diệm.
El 11 de octubre de 1954, tras trescientos días de libre circulación entre ambas partes de Vietnam, la Comisión Internacional de Control cerró la frontera. Como parte de las estipulaciones previstas en los acuerdos, los efectivos militares anticomunistas se vieron obligados a retirarse hacia el sur, mientras que las fuerzas comunistas se desplazaron hacia el norte. La población civil podía moverse con libertad. Durante estos trescientos días, Diệm y el coronel Edward Lansdale, asesor de la Agencia Central de Inteligencia (CIA), organizaron una campaña para convencer a la población de que se trasladara al sur, con especial hincapié en los vietnamitas católicos, que, en los años siguientes, formarían la base sobre la que se cimentaría el poder de Diệm; el eslogan que usaron para esto fue «Dios se ha ido al sur». Finalmente, entre 800 000 y un millón de personas, la mayoría efectivamente católicas, se trasladaron. La Indochina francesa se disolvió a comienzos de 1955, por lo que Diệm quedó, al menos de manera temporal, a cargo del sur.
Aun así, tenía poca autoridad más allá de las puertas de su palacio. Bảo Đại tenía poca confianza en él y, por tanto, le brindaba poco apoyo. De hecho, ya habían tenido encontronazos dos décadas antes, cuando Diệm había dimitido de su cargo de ministro del Interior, alegando que el jefe de Estado era débil e inefectivo. Muchos historiadores sostienen que Bảo Đại tan solo lo eligió por su capacidad para captar apoyo y financiación estadounidenses. El Cuerpo Expedicionario Francés en Extremo Oriente mantuvo su presencia en Vietnam del Sur durante el periodo de transición, lo que elevó las tensiones entre Francia y el Estado de Vietnam. Diệm, nacionalista acérrimo, detestaba a los franceses, que sentían lo mismo por él y esperaban que fracasase; llegaron, incluso, a exigir su retirada en varias ocasiones.
Los franceses, sin embargo, no fueron los únicos en plantarle cara. Diệm tuvo que hacer frente a varios grupos, incluidas las sectas religiosas Hòa Hảo y Cao Đài, que contaban con ejércitos privados y tenían bajo su control el delta del río Mekong y áreas del oeste de Saigón, respectivamente. El Bình Xuyên, por otra parte, era un grupo militar armado de 40 000 unidades que controlaba gran parte de Saigón, mientras que el Vietminh aún estaba a cargo de las zonas rurales. El Ejército Nacional de Vietnam (ENV) de Diệm lo dirigía el general Nguyễn Văn Hinh, un ciudadano francés que lo aborrecía y frecuentemente desobedecía. Bảo Đại le cedió el control administrativo de la policía al Bình Xuyên.
Con unas autoridades francesas y estadounidenses que cada vez dudaban más de su capacidad para gobernar de manera estable, Diệm forzó los hechos en abril de 1955. Obligó a Bình Xuyên a hacerse con el control de Policía Nacional y ponerla a su mando, bien integrándola en el ENV o desmantelándola; de hecho, amenazó con aplastarla si se negaba. Instó a los comandantes de ambas sectas religiosas, Hòa Hảo y Cao Đài, a hacer lo propio, lo que resultó en la deserción de algunos de ellos y algunas unidades, mientras que otras no se detuvieron en su avance hacia Saigón. El Bình Xuyên, por su parte, plantó cara al ultimátum lanzado por Diệm, lo que desencadenó, el 27 de abril, una batalla por Saigón; breve pero cruenta —resultó en entre quinientas y mil personas fallecidas y veinte mil que quedaron sin hogar—, acabó con el Bình Xuyên derrotado. Así, Diệm recuperó la confianza de los estadounidenses y el control de la policía. Las masas lo aclamaron al tiempo que se ponían en contra de Bảo Đại, quien había intentado desbancarlo en mitad de la batalla para evitar que reprimiera al Bình Xuyên. El general Paul Ely, líder de la delegación francesa en Vietnam, también había intentado detener a Diệm cortando el paso al ENV y brindándole información al Bình Xuyên.
Alentado por sus éxitos e impulsado por un odio creciente hacia los franceses y Bảo Đại por sus intentos de impedir que desmantelara al Bình Xuyên, Diệm ganó confianza y se decidió a consolidarse al frente del poder. El 15 de mayo acabó con la Guardia Imperial de Bảo Đại; los cinco mil hombres que la integraban pasaron a conformar el 11.º y el 42.º regimientos de infantería del ENV. Asimismo, le confiscó las tierras reales que hasta ese momento explotaba. El 15 de junio, obligó al consejo de la familia real de Huế a despojar a Bảo Đại de sus poderes y a que lo nombraran a él presidente. Los familiares de Bảo Đại condenador a este por abdicar de su puesto de jefe de Estado y por sus relaciones con Francia y el Bình Xuyên. Varios historiadores han llegado a especular que la familia real llegó a un acuerdo para ponerse en contra de Bảo Đại de tal manera que Diệm no les confiscara sus bienes.

## Organización del referéndum
Justo un año después de que asumiera el cargo de primer ministro, el 7 de julio de 1955, Diệm anunció que se celebraría un referéndum nacional para determinar el futuro del país. El 16 de julio, comunicó su intención de no participar en las elecciones de la reunificación: «No nos veremos atados por el tratado [de Ginebra] que se firmó en contra de los deseos del pueblo vietnamita».
Sostenía, además, que los comunistas jamás permitirían la celebración de elecciones libres en el norte, por lo que Vietnam del Sur había de ir por su cuenta y establecerse como un Estado diferente y no comunista. La prensa de Saigón se hizo eco de este pensamiento con artículos que tildaban las elecciones comunistas de caóticas, amañadas e insignificantes. Por aquel entonces, la mitad septentrional de Vietnam contaba con una población superior a la de la meridional. Un mes antes, el primer ministro norvietnamita, Phạm Văn Đồng, había escrito a Saigón para solicitar el inicio de las negociaciones acerca de los detalles específicos de las elecciones. Si bien los estadounidenses deseaban evitar la celebración de los comicios por miedo a una victoria comunista, esperaban que Diệm participara en el diálogo planificador y esperase a que Vietnam del Norte se opusiese a las propuestas, de tal manera que esto pudiese emplearse para acusar a Ho Chi Minh de violar los Acuerdos de Ginebra. De hecho, puesto que Diệm se había mostrado desafiante con Bảo Đại, los estadounidenses ya le habían hecho saber que necesitaban de una ayuda continua para establecer las bases legales para usurpar el poder del jefe de Estado.
El 6 de octubre de 1955, Diệm fijó el 23 de ese mismo mes como fecha para la celebración del referéndum. Podrían votar los hombres y mujeres mayores de 18 años, y el Gobierno planeó la instalación de un colegio electoral para cada mil votantes registrados. Bảo Đại, que había pasado la mayor parte de su vida en Francia y promovía una monarquía, y Diệm, que se presentaba como representante de la causa republicana, eran los dos candidatos. Según la historiadora Jessica Chapman, la elección era entre «el emperador obsoleto del país y su poco popular primer ministro, Ngo Dinh Diem». Al anunciar la celebración del referéndum, este segundo aseguró que su decisión estaba motivada por su amor hacia la democracia y por el descontento popular con el mandato del monarca. El primer ministro hizo alusión a un sinfín de peticiones procedentes de diferentes grupos sociales, religiosos y políticos en las que se le solicitaba que organizase un plebiscito para desbancar a Bảo Đại; se escudó en estas solicitudes para alegar que estaba avalado por sentimientos «legítimos y democráticos». Lansdale le mostró su rechazo al fraude electoral, convencido de que se impondría en unos comicios libres: «Mientras esté fuera, no quiero leer de repente que has ganado con un 99,99 %. Sabría, entonces, que estaban amañados». Oficiales estadounidenses creían que, en unas elecciones libres, Diệm habría conseguido entre el 60 y el 70 % de los votos.
Según los Acuerdos del Elíseo y la subsiguiente legislación bajo la que se creó el Estado de Vietnam en 1949, la posición de Bảo Đại al frente de la jefatura del Estado no era ni permanente ni indefinida. La soberanía residía supuestamente en el pueblo, siendo Bảo Đại un mero cauce. Así pues, el referéndum estaba dentro del marco legal vigente. Diệm, que no había sido elegido para su cargo, vio en él una oportunidad para deslegitimar a sus oponentes, que lo tildaban de antidemocrático y autocrático, y para aumentar su prestigio si derrotaba a su rival en un duelo cara a cara. Se acordó de antemano que primero se elegiría una Asamblea Nacional, pero Diệm siguió adelante con el plebiscito, lo que significaba que, de derrocar a Bảo Đại antes de la conformación de una legislatura, tendría un poder absoluto.
A los diplomáticos estadounidenses les preocupaba que esta maniobra se viese como una apropiación del poder, ya que Diệm estaba al mando de la organización y la conducción de un proceso electoral del que era candidato. Los estadounidenses apostaban por formar una legislatura primero para que ese organismo pudiese supervisar el referéndum, pero Diệm hizo oídos sordos a sus consejos. El embajador Frederick Reinhardt informó a Washington de que el primer ministro vietnamita no tenía intención de permitir una participación de la oposición en las mismas condiciones y de que la prensa extranjera ya había tildado sus declaraciones democráticas de mera fachada. El Departamento de Estado optó por no barritar el referéndum como un ejercicio de democracia para no provocar reacciones negativas hacia su política exterior. No obstante, los oficiales estadounidenses en Vietnam estaban entusiasmados con la celebración de los comicios, ya que veían en ellos una oportunidad para reforzar Vietnam del Sur y evitar la derrota contra los comunistas, puesto que veían que el modelo republicano era más fuerte.
Diệm había mostrado desprecio por las elecciones de la reunificación celebradas en 1956 y veía el referéndum como el primer paso hacia la creación de un Estado que pudiese gobernar Vietnam del Sur de manera estable. Dijo en repetidas ocasiones que a la celebración del plebiscito le seguirían la conformación de una legislatura y la redacción de una constitución para el nuevo Estado.
Asimismo, creía que las urnas servirían para legitimarlo y ayudarle a establecerse como símbolo de la democracia vietnamita, de tal manera que podría justificar su no participación en las elecciones nacionales tildándolas entre la libertad y el autoritarismo comunista. Sostenía que, al cabo del tiempo, Vietnam del Sur reunificaría la nación bajo una Administración democrática y liberaría a los compatriotas norteños del yugo de la opresión comunista; en este contexto, el referéndum se dibujaba como el primer paso en la constitución de la democracia. La estrategia se cimentaba en justificar la deposición de Bảo Đại haciendo alusión a las decisiones que había tomado en el pasado y asegurando que habían sido filocomunistas.
Una de las afirmaciones recurrentes de Diệm era que el referéndum marcaría el inicio de una nueva era de democracia sin precedentes: «Esto no es más que el primer paso tomado por nuestras gentes en el ejercicio de nuestros derechos políticos». En la víspera de la votación, dijo: «Este 23 de octubre, por primera vez en la historia de nuestro país, nuestros hombres y mujeres ejercerán uno de los derechos civiles básicos de una democracia, el de voto». En una declaración emitida cuatro días antes de la celebración de los comicios, el Gobierno comunicó: «Estimados compatriotas, ¡proclamad vuestra voluntad con firmeza! ¡Seguid adelante por el camino de la Libertad, la Independencia y la Democracia!».

## Campaña
Diệm llevó a cabo una campaña de ataques personales contra el jefe de Estado, cuya campaña fue prohibida. Tanto el Ejército como la policía nacional colaboraron para hacer efectiva esta prohibición y evitar también que se celebraran actos en contra de Diệm. La policía iba de puerta en puerta, explicando a los ciudadanos las consecuencias que podía tener para ellos no votar por la opción adecuada; asimismo, organizaron congresos en las zonas rurales, donde se dirigían a las masas con altavoces. En general, la línea esbozada por Diệm consistía en presentar a su contrincante como alguien borracho y mujeriego, con la mente en placeres inmorales y poco preocupado de los problemas de la gente. La tradición monárquica vietnamita se cimentaba sobre el confucionismo y el concepto del «Mandato del Cielo», y la campaña de Diệm se centró en señalar que Bảo Đại había perdido su mandato a causa de un estilo de vida degenerado. Según Joseph Buttinger, que se encontraba en Vietnam ejerciendo de segundo en la cadena de mando del Comité Internacional de Rescate, los métodos que se emplearon para influir en la votación fueron «indignantes». Donald Lancaster, un periodista que cubrió el referéndum, afirmó: «Bao Dai no tuvo ninguna oportunidad de defenderse, mientras que la prensa, controlada por el Gobierno, se dedicó a aplastarlo burdamente». Más tarde, Diệm le prohibiría incluso la entrada al Estado de Vietnam.
Una de las acciones propagandísticas de Diệm consistió en una cabalgata por las calles de Saigón con carrozas en las que se representaba a Bảo Đại con bolsas de dinero sobre los hombros, una baraja de cartas en las manos y mujeres rubias desnudas y botellas de coñac en los brazos. Se hacía así alusión a la reputación de opulento, jugador y mujeriego que tenía el jefe de Estado. En particular, el pelo rubio se refería a su supuesta predilección por las amantes europeas con las que mantenía relación en la Rivera francesa. A su muñeco le acompañaba uno que representaba a un francés depositando dinero en sus bolsillos, cuestionando así sus credenciales nacionalistas. Se repartieron también carteles y efigies que asociaban a Bảo Đại con una cabeza de cerdo, y un periódico importante alentó a la gente a cantar canciones insultantes sobre él.
Las paredes y los vehículos de transporte público se empapelaron con eslóganes, del tipo: «Cuidado con la predilección por el juego, las mujeres, el vino, la leche y la mantequilla del malvado rey Bảo Đại». Aparte de las referencias a su opulento estilo de vida, otros eslóganes hacían alusión a su supuesta blandura frente a los comunistas: «Bao Dai, rey títere que vende este país» o «Bao Dai, guardián jefe de los salones de juego y los burdeles». En varias emisiones de radio se le acusó también de traición y corrupción.
Por el contrario, a Diệm se le presentó como el «héroe del pueblo» y el «padre de todos los niños». Los eslóganes exhortaban al pueblo a votar por el primer ministro, puesto que «votar al hombre revolucionario Ngo Dinh Diem significa construir una sociedad de bienestar y justicia». Lo describían como alguien patriota y nacionalista anticomunista, alegando que «matar comunistas, deponer al rey, [y] luchar contra los colonialistas es el deber de un ciudadano del Vietnam Libre».
La prensa controlada por el Gobierno de Diệm atosigó a Bảo Đại con incontables ataques propagandísticos, incluso con ediciones especiales dedicadas a los puntos más polémicos de la biografía del antiguo emperador. Esto permitió que la campaña del primer ministro pudiera emprender ofensivas más detalladas y lascivas que si se hubiese tenido que limitar al mero empleo de eslóganes. Esto comenzó en agosto, cuando el diario Thoi Dai dio comienzo a una serie que se prolongaría durante tres semanas en la que diseminó detalles escandalosos y no contrastados de la vida de Bảo Đại. Hong Van, el autor, lo tildó de «escarabajo estercolero que vendió a su país a cambio de la gloria personal». Aseguraba que era el hijo ilegítimo del emperador Khải Định, alegando que este era infértil, se había casado con una criada y después había reclamado como suyo el hijo de esta con otro hombre. En los artículos se aseguraba que Bảo Đại era «grande como el hule, tenía muchos hijos y le gustaban mucho las mujeres», mientras que Khải Định se incomodaba en compañía de estas; de ahí, se deducía que las diferentes personalidades eran inconsistentes con un linaje biológico común.
Sacando partido del sentimiento antifrancés, el periódico recordó que Bảo Đại se había criado en Francia y aseguró que ya de adolescente era un mujeriego, lo que se explicaba por su educación europea. Se casó una mujer de etnia vietnamita pero nacionalizada francesa, de educación católica, que se convirtió en la emperatriz Nam Phương. Los editoriales la acusaban de ser una agente francesa y de tratar mal a su madre, lo que, con las lentes del confucianismo, que hacía especial hincapié en el respeto hacia los mayores, estaba muy mal visto. Hong Van llegó a asegurar que la sucesión de amantes galas de Bảo Đại indicaba que los oficiales coloniales estaban empleando el sexo para convertir al jefe del Estado en un títere de Francia.
El punto cumbre de esta campaña mediática llegó con la publicación de unas viñetas pornográficas satíricas, agrupadas bajo el título «La historia de Bảo Đại». Resumían las escandalosas representaciones que el Thoi Dai había hecho del jefe de Estado en las semanas previas; se publicaron el 19 de octubre, a solo cuatro días de la celebración del referéndum. Entre las imágenes había algunas que mostraban a Bảo Đại y sus amantes de manera frontal, con sus genitales visibles; había incluso una en la que se mostraba a una mujer rubia desnuda llevando a cabo un baile erótico para el jefe de Estado.
Aparte de presentar a Bảo Đại como un glotón sexualmente insaciable, la campaña impulsada por Diệm también atacó sus credenciales nacionalistas. Se le criticó por ser muy blando a la hora de llegar a acuerdos con las autoridades coloniales francesas y por ejercer de jefe de Estado del Imperio de Vietnam, un régimen títere que el Imperio de Japón había instalado en el territorio tras invadirlo durante la Segunda Guerra Mundial. Asimismo, le responsabilizaron de ceder la mitad del país a los comunistas. Estos ya se habían hecho con el control de la mitad del territorio en batalla, e incluso Diệm llegó a decir que no le había quedado otra opción, pero la campaña lo tildó de incompetente e incapaz de asumir la culpa.
Diệm instrumentalizó también la campaña electoral educativa del Ministerio de Información. En vez de usarla para explicar cómo funcionaría el proceso democrático, la empleó para exaltarse a él, así como a sus aliados. Una vez explicado en qué consistía la democracia, un panfleto bosquejaba por qué Deponer a un jefe de Estado es un acto vital. Primero se explicaban los poderes de los que gozaba esta figura y después se presentaba a Diệm como un anticomunista capaz de preservar la libertad de la gente; al mismo tiempo, se aseguraba que Bảo Đại no estaba listo para el liderazgo, puesto que no contaba con el respeto necesario de la comunidad internacional.
Bảo Đại emitió un comunicado el 15 de octubre en el que protestaba contra el referéndum. En él, urgía a los gobiernos de Francia, Reino Unido, Estados Unidos, India e incluso a la Unión Soviética a no reconocer a Diệm, alegando que era un obstáculo para la reunificación de Vietnam según lo estipulado en los Acuerdos de Ginebra. De la votación dijo que era «una actividad gubernamental que no se ajusta ni al profundo sentimiento de la población vietnamita ni a la causa pacífica».
Tres días después, el 18, desestimó a su adversario con un gesto simbólico. Al día siguiente, denunció «los métodos policiales» de la «dictadura» de Diệm y alertó a los vietnamitas sobre «un régimen que les iba a abocar a la ruina, el hambre y la guerra». Lo acusó de tratar de fomentar un conflicto entre franceses y estadounidenses. En la víspera de la votación, aseguró: «Puedo incluso decirles que sé el porcentaje de votos favorables que el señor Diem ha decidido obtener».

## Recuento y resultados
El gobierno de Diệm formuló regulaciones procesales ostensiblemente diseñadas para garantizar que los resultados y las papeletas se contabilizaran correctamente y para prevenir el fraude electoral. En realidad, sin embargo, los votos se contaron sin supervisión independiente, lo que resultó en que Diệm recibiera el 98,2% de los votos. El primer ministro contabilizó 605,025 votos en Saigón, aunque solo se registraron 450,000 votantes en la capital. La cuenta de Diệm excedió los números de registro en otros distritos. Los periódicos franceses afirmaron que solo la mitad de los votantes registrados en Saigón habían votado, y que el resto había boicoteado las elecciones, lo que implica que más del 60% de los votos en la capital no eran auténticos. Los defensores de Diệm afirman que esto se debió a los refugiados recién llegados, en su mayoría católicos, de Vietnam del Norte que votaron sin estar inscriptos, en lugar del relleno de boletas a gran escala.
| Elección                   | Votos     | %      |
| -------------------------- | --------- | ------ |
| Monarquía                  | 63,017    | 1.09   |
| República                  | 5,721,735 | 98.91  |
| Votos nulos/en blanco      | 0         | 0      |
| Total                      | 5,784,752 | 100    |
| Participación              | 5,335,668 | 108.42 |
| Fuente: Democracia Directa |           |        |

### Citas
1. ↑  Jacobs, 2006, pp. 37-42.
2. ↑  Maclear, 1981, pp. 65-68.
3. ↑  Jacobs, 2006, pp. 43-53.
4. ↑  Jacobs, 2006, pp. 20-26.
5. ↑  Karnow, 1997, p. 231.
6. ↑  Jacobs, 2006, p. 39.
7. ↑  Karnow, 1997, p. 234.
8. ↑  Jacobs, 2006, pp. 22-25, 43 y 60-61.
9. ↑  Karnow, 1997, p. 236.
10. ↑  Jacobs, 2006, pp. 61-62.
11. ↑  Jacobs, 2006, pp. 71-79.
12. ↑  Moyar, 2006, pp. 47-51.
13. ↑  Karnow, 1997, p. 238.
14. ↑  Chapman, septiembre de 2006, p. 677.
15. 1 2 3 4 5 6 7 8  Buttinger, 1967, pp. 890-892.
16. 1 2  Chapman, septiembre de 2006, p. 678.
17. 1 2 3 4 5  Chapman, septiembre de 2006, p. 694.
18. 1 2  Chapman, septiembre de 2006, p. 679.
19. 1 2  Chapman, septiembre de 2006, p. 697.
20. 1 2  Miller, 2004, p. 206.
21. 1 2  Karnow, 1997, pp. 223-224.
22. ↑  Chapman, septiembre de 2006, p. 671.
23. 1 2  Chapman, septiembre de 2006, p. 691.
24. 1 2  Miller, 2004, p. 205.
25. ↑  Miller, 2004, pp. 204-206.
26. 1 2 3  Chapman, septiembre de 2006, p. 695.
27. ↑  Chapman, septiembre de 2006, pp. 695-696.
28. ↑  Chapman, septiembre de 2006, p. 673.
29. 1 2 3  Chapman, septiembre de 2006, p. 692.
30. 1 2 3  Jacobs, 2006, p. 95.
31. 1 2 3 4 5 6  Moyar, 2006, p. 54.
32. 1 2 3 4 5  Chapman, septiembre de 2006, p. 684.
33. ↑  Chapman, septiembre de 2006, p. 672.
34. 1 2  Brownell, 1963, p. 153.
35. 1 2  Chapman, septiembre de 2006, p. 685.
36. ↑  Chapman, septiembre de 2006, pp. 684-685.
37. 1 2  Chapman, septiembre de 2006, p. 687.
38. 1 2 3  Chapman, septiembre de 2006, p. 688.
39. 1 2 3  Chapman, septiembre de 2006, p. 689.
40. ↑  Chapman, septiembre de 2006, pp. 688-689.
41. ↑  Jacobs, 2006, pp. 21-22.
42. ↑  Jacobs, 2006, p. 40.
43. ↑  Chapman, septiembre de 2006, p. 698.
44. ↑  Chapman, septiembre de 2006, p. 680.